# بلوكيايلا
بلوكيايلا (بالتركية: Bölükyayla)‏ أو مازل سابقًا (بالكردية: Mazêl‏) هي بلدة تتبع لمديرية كاخته في محافظة أديامان في تركيا. سكانها من قبيلة ايزول الكردية وبلغ عدد سكانها 2141 نسمة في عام 2021.